# Gottfried Mascop

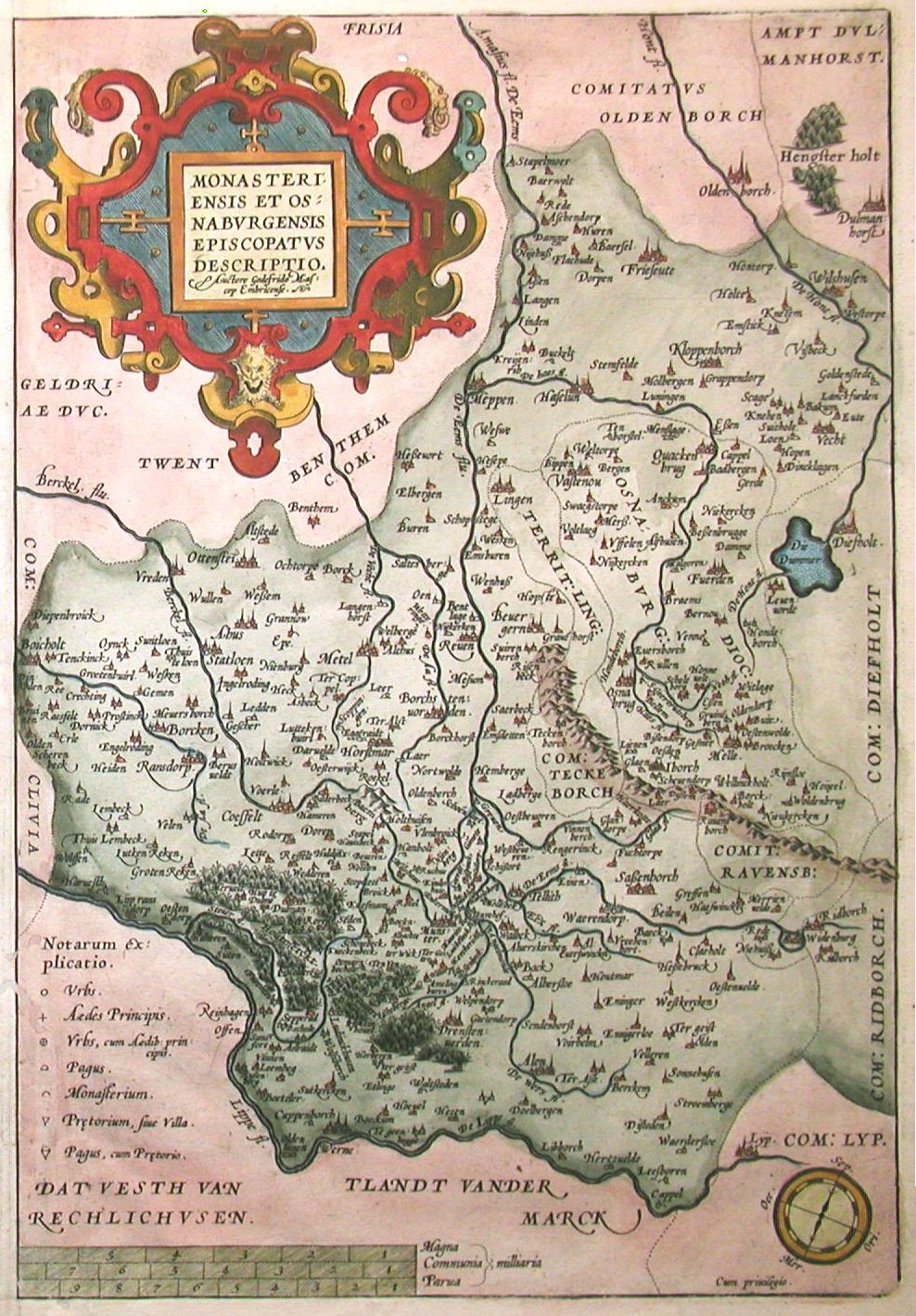
Monasteriensis et Osnaburgensis Episcopatus Descriptio (1568, hier ein Druck von Ortelius 1603)

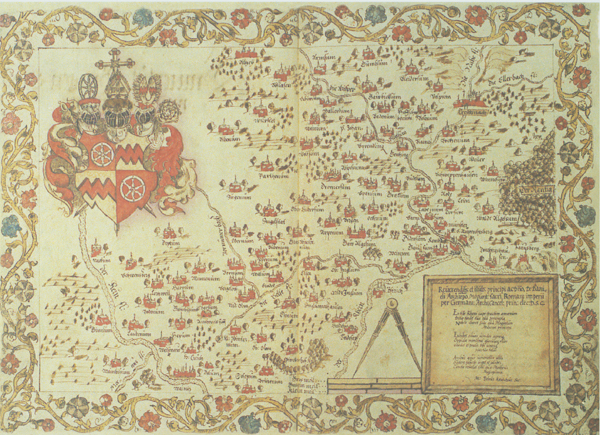
Die Mainzer Ämter Olm, Algesheim und Bingen (1577)

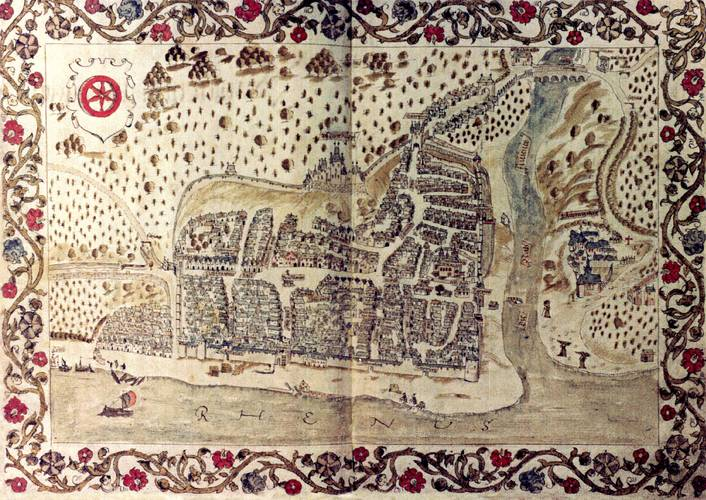
Stadtplan Bingen (1577)

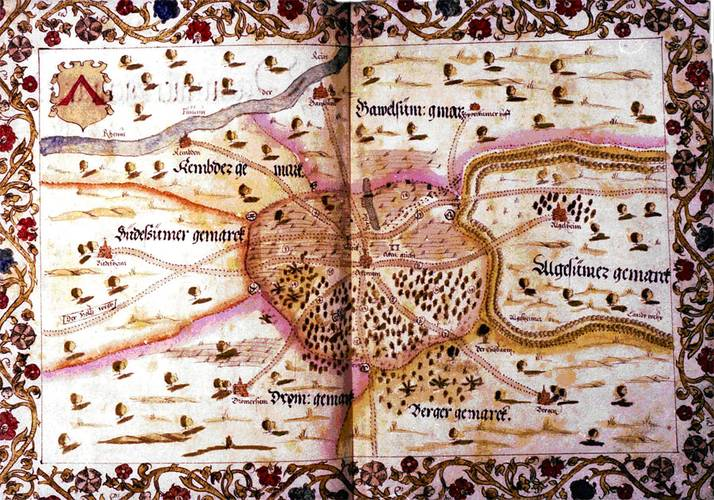
Gemarkungsplan Ockenheim (1577)

Gottfried Mascop (auch Godfried Mascop, Gottfried Maschop, Gottfried Maskop, Godefrido Mascop oder latinisiert Godefrido Mascopius; * vor 1550 in Emmerich; † nach 1603) war ein deutscher Kartograf der zweiten Hälfte des 16. Jahrhunderts.

## Leben und Werk
Über die Jugend und Ausbildung des aus Emmerich stammenden Mascop ist nichts bekannt. Erstmals tritt er durch eine Karte der Bistümer Münster und Osnabrück 1568 in Erscheinung.
In den Jahren 1572 bis 1574 schuf Mascop im Auftrag des Herzogs Julius von Braunschweig-Wolfenbüttel (1528–1589) einen Ämteratlas des Fürstentums Braunschweig-Wolfenbüttel. Der Atlas umfasst auf 27 Karten alle Ämter des damaligen Fürstentums und enthält die frühesten Darstellungen des Braunschweiger Landes und weiter Teile Niedersachsens. Das Werk galt lange Zeit als verschollen und wurde 2009 von Wissenschaftlern der Georg-August-Universität Göttingen wiederentdeckt. Das Kartenwerk befindet sich im Bestand des Stadtarchivs Hildesheim.
Ab 1575 war er im Dienst des Mainzer Fürstbischofs Daniel Brendel von Homburg (1523–1582). In dessen Auftrag fertigte er mit Peter Kraich (latinisiert: Petrus Kraichius) 1576 und 1577 einen Atlas des Erzstifts Mainz. Auch wenn die Aufnahme des gesamten Gebiets nicht abgeschlossen wurde (nur die linksrheinischen Gebiete wurden fertiggestellt) und es an Genauigkeit mangelt, sind die Karten doch regionalgeschichtlich von hohem Wert. Der Atlas enthält eine Übersichtskarte der Ämter Bingen, Olm und Algesheim im Maßstab von ca. 1:100.000, Stadtpläne von Bingen und Gau-Algesheim, einen Ortsplan von Nieder-Olm, Gemarkungspläne von Dietersheim, Dromersheim, Ebersheim, Gau-Algesheim, Gau-Bickelheim, Gau-Bischofsheim, Klein-Winternheim, Laubenheim, Nieder-Olm, Ober-Olm, Ockenheim, Sulzheim, Weisenau und Zornheim sowie eine Ansicht des Bonifatiusberges, insgesamt also 19 Kartenblätter, dazu Beschreibungsseiten zu den jeweiligen Karten.

## Werke
- Westfalenkarte (1568), Original verschollen; Stecher: Franz Hogenberg, veröffentlicht im Theatrum Orbis Terrarum von Abraham Ortelius, Amsterdam 1570, 36 × 25 cm, ca. 1:500.000; Stecher: Lucas und Johannes von Deutecum, veröffentlicht im Speculum Orbis Terrarum von Gerhard und Cornelis de Jode, Antwerpen 1578, 35 × 45 cm, ca. 1:500.000
- Ämteratlas des Fürstentums Braunschweig-Wolfenbüttel, (1572–1574), Stadtarchiv Hildesheim
- Karte des Erzstiftes Mainz (1574), nicht erhalten
- Stadtplan von Mainz (1575), 95,5 × 112 cm, Staatsarchiv Würzburg, Mainzer Risse und Pläne 162
- Karte des Gebiets südlich der Mainmündung (1576), 59 × 87,5 cm, ca. 1:40.000, Hessisches Staatsarchiv Darmstadt, P1 Nr. 155
- Karte des Mainlaufs bei Aschaffenburg (ohne Datum), 90 × 102 cm, ca. 1:10.000, Staatsarchiv Würzburg, Mainzer Risse und Pläne 14
- Atlas der linksrheinischen Mainzer Ämter (1577), 40 × 55 cm, Staatsarchiv Würzburg, Mainzer Risse und Pläne, Wandgestell 10